# Bandiera del Nevada
La bandiera del Nevada ha sfondo blu e una stella bianca nell'angolo in alto a sinistra, circondata dal nome dello Stato; sopra di essa troviamo un nastro con le parole "Battle born", che si riferiscono alla nascita dello Stato, avvenuta nel corso della Guerra di secessione americana. Sotto la stella ci sono due rametti verdi con fiori gialli di sagebrush (o Artemisia tridentata), il fiore simbolo dello Stato.

## Storia
La bandiera attuale derivò da un concorso di design bandito nel 1926. Il modello vincente, opera di Louis Shellback III, venne sottoposto ad alcune modifiche nel corso della legislatura dello Stato, visto che c'era disaccordo tra i due rami del parlamento sulla posizione del nome "Nevada". Finalmente si raggiunse un compromesso e nel 1929 il governatore Fred B. Balzar firmò la legge che rendeva tale bandiera quella ufficiale dello Stato. Nel 1989, tuttavia, uno storico legislativo scoprì che la legge inviata e firmata dal governatore non corrispondeva perfettamente al compromesso raggiunto tra le due parti in causa. Una legge emanata nel 1991 precisò che la scritta "Nevada" andava posizionata al di sopra dei due rametti di Artemisia tridentata.

## Bandiere storiche

Bandiera del Nevada (1905-1915)
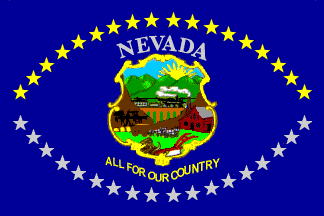
Bandiera del Nevada (1915-1929)
Bandiera del Nevada (1929-1991)
Bandiera proposta ma non approvata (1953)